# 宮川清
宮川 清（みやかわ きよし、1935年 - 2007年5月）は、日本の実業家。株式会社ホテルイタリア軒代表取締役会長、新潟放送顧問。

## 略歴
- 1958年に新潟放送入社、その後取締役東京支社長、専務取締役等を経て、顧問就任、ホテルイタリア軒代表取締役社長、会長に就任。2007年5月に死去。享年72。